# Halecium conicum
Halecium conicum is een hydroïdpoliep uit de familie Haleciidae. De poliep komt uit het geslacht Halecium. Halecium conicum werd in 1919 voor het eerst wetenschappelijk beschreven door Stechow. 